# Rezitation

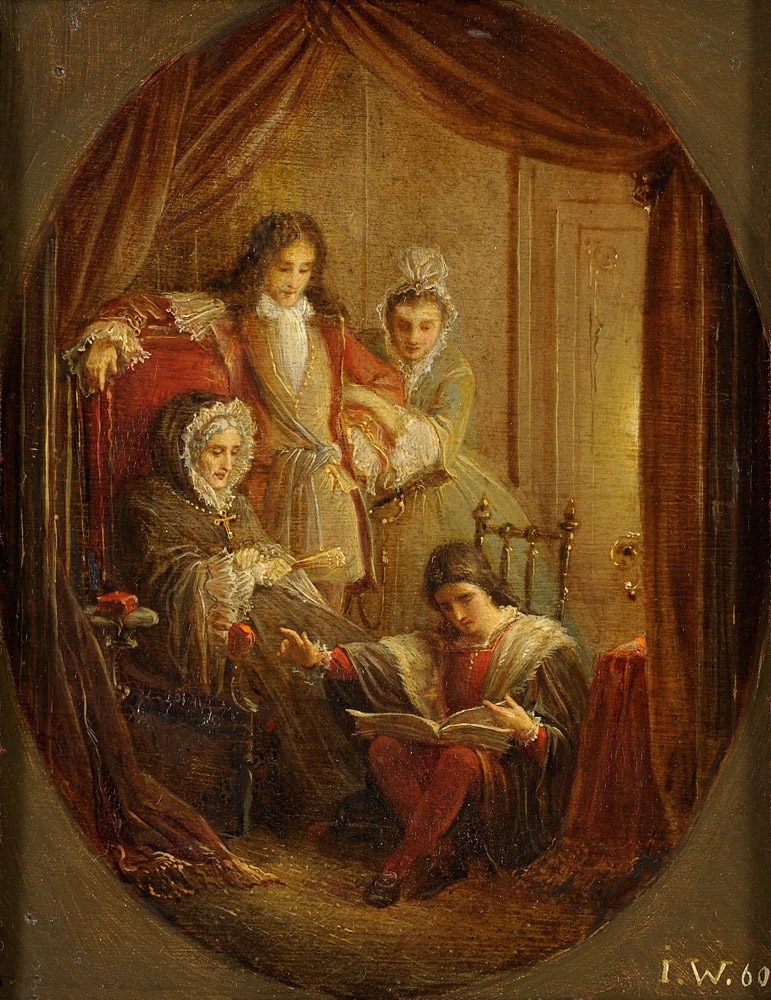
Der Rezitateabend, 1860

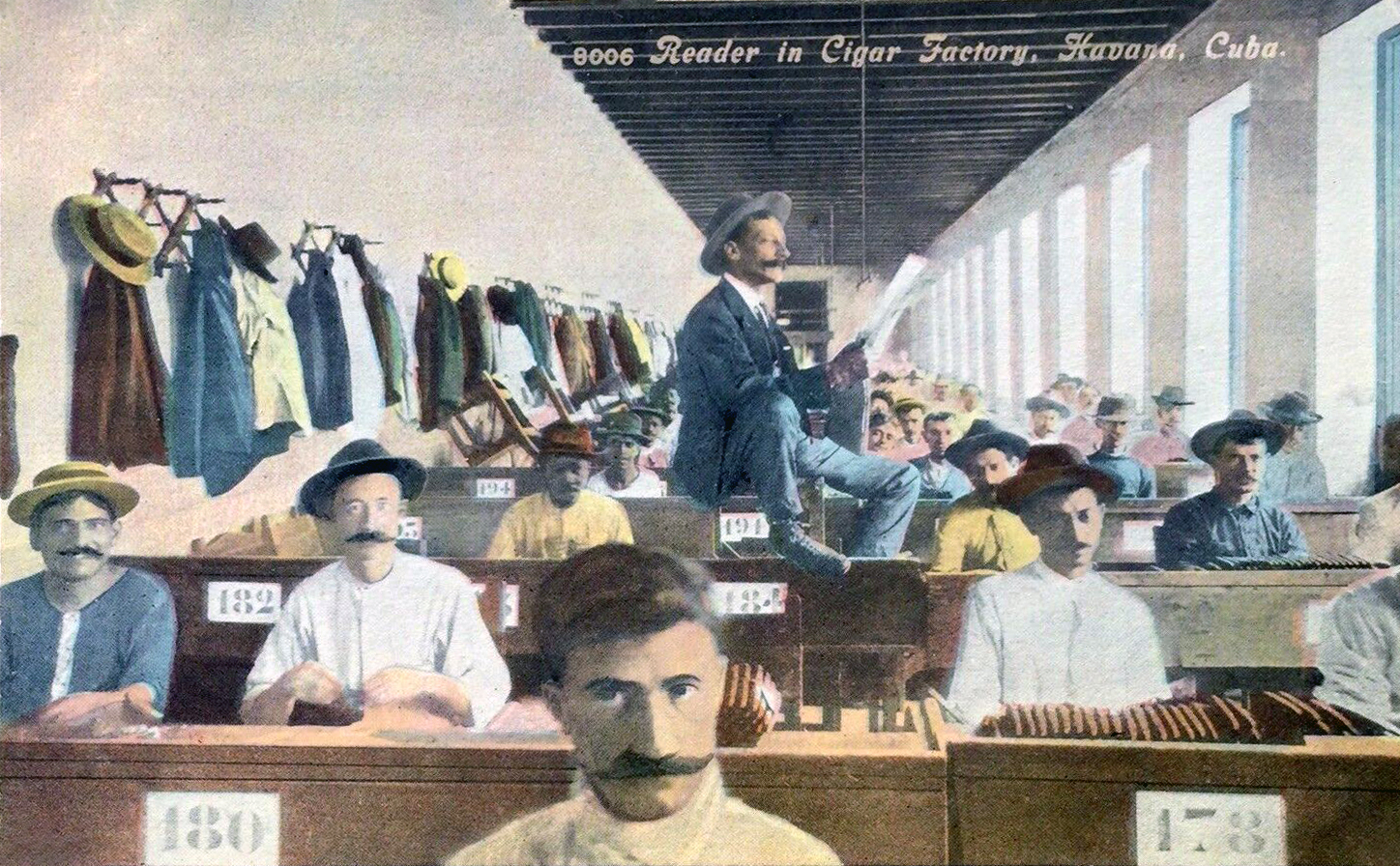
Kolorierte Ansichtskarte, Aufnahme eines Vorlesers in Havanna, 1907

Die Rezitation (lateinisch recitatio ‚das Vorlesen‘) oder die Lesung bezeichnet die Interpretation von Werken der Lyrik und Prosa mit Hilfe von Sprache und Darstellung. Ziel ist es, literarische Werke hörbar zu machen; dies kann mittels eines Solisten oder einer Gruppe von Vortragenden geschehen. Dabei sind Interpretationstechniken wie Atemtechnik, Stimmtechnik sowie Sprechtechnik von Bedeutung.

## Wirkung
Der Vortragende transportiert mit Hilfe der Stimme, Sprache, Körperhaltung und Bewegung die Emotionen und Gedanken des Textes zum Zuhörer.
Vorlesen fördert die Sprach- und Konzentrationsfähigkeit von Kindern. 37 % der Kinder gaben in einer Studie an, niemals vorgelesen zu bekommen. Dieser Prozentsatz ist weitgehend unabhängig vom Einkommen, Bildungsstand und Migrationshintergrund der Eltern.

## Rezitatoren und Vorleser

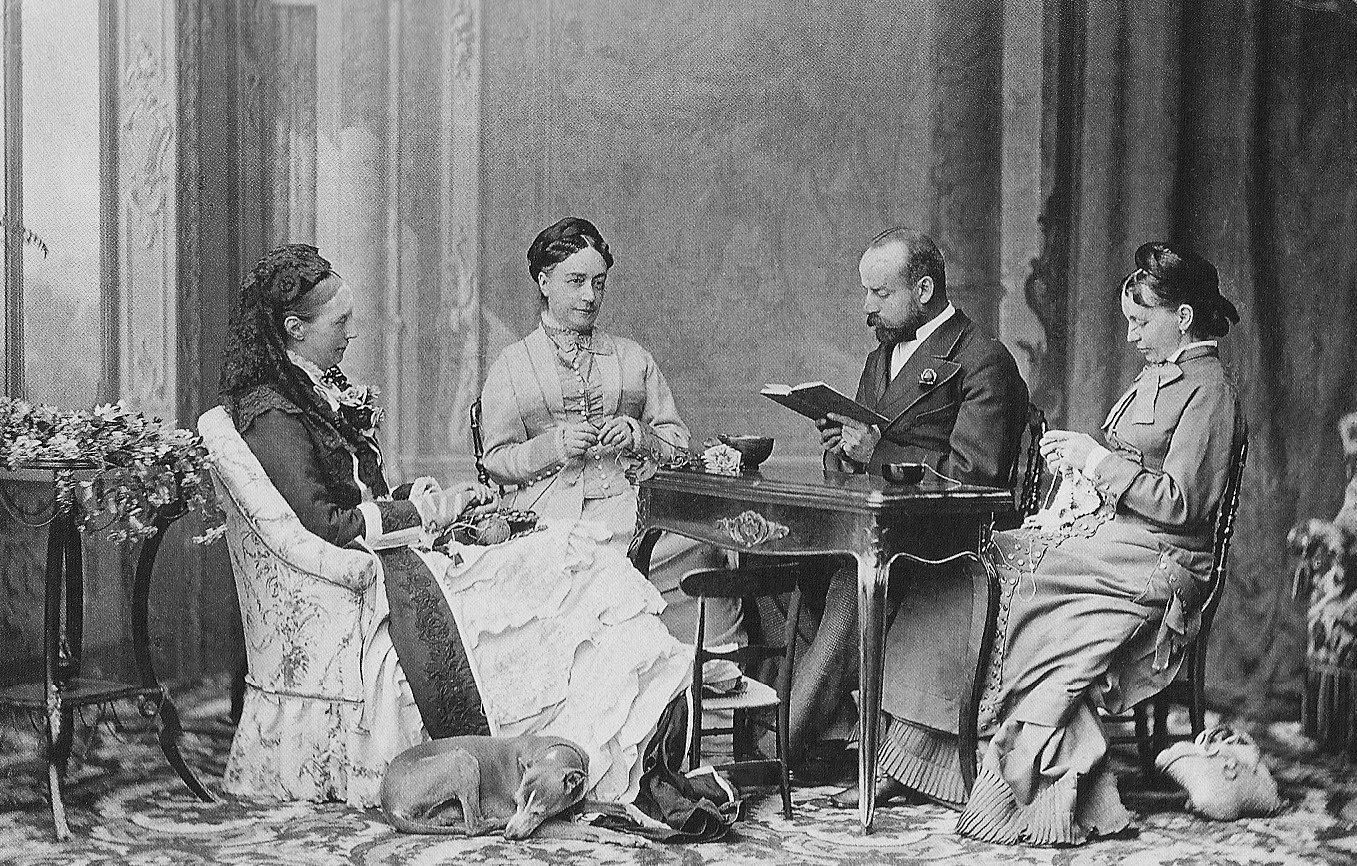
Königin Olga von Württemberg mit einem Vorleser (um 1885)

In der hellenischen, später römischen Antike war der Rezitator (solo oder mit Musikanten) ein gern gesehenes bzw. gehörtes Extra des Festschmauses; bis in die Neuzeit erhielt sich die Tradition, in Klöstern zur Hauptmahlzeit einen zum Lektor bestimmten Mönch aus der Ordensregel oder zur Erbauung aus Heiligenviten bzw. Legenden rezitieren zu lassen.
Rezitatoren finden sich auch im Islam. Die Koranrezitation in der arabischen Originalsprache hat zu einer eigenen Wissenschaft geführt, dem Tadschwid. Mit zu den berühmtesten Rezitatoren zählen Mischari Raschid al-Afasi, Mahmud al-Husari und Muhammad Siddiq al-Minschawi. Koranrezitationen werden seit dem 20. Jahrhundert vermehrt aufgenommen und sind heute auch in digitaler Form verbreitet.
In allen Erdteilen hatte das Vorlesen in den von Analphabetismus betroffenen Arbeiterschichten eine bewusstseinsbildende Funktion. Im 19. Jahrhundert erlangte es einen hohen Stellenwert als Mittel der Arbeiterbildung in Manufakturen. In Kuba erreichten darauf die Zigarren-Unternehmer am 14. Mai 1866 vom spanischen Gouverneur ein amtliches Verbot des Vorlesens in den Betrieben. Nach dem Zehnjährigen Krieg aus Kuba geflohene Arbeiter brachten das Vorlesen in die USA. Eine Ausgabe des New Yorker Practical Magazine von 1873 zeigt einen Vorleser mit Zigarrenrollern. Nach der Kubanischen Revolution in den 1950er Jahren wurde das Vorlesen wieder offiziell gefördert. So beschäftigte beispielsweise die Zigarren-Manufaktur Partagás noch zu Beginn des 21. Jahrhunderts einen Vorleser, der täglich jeweils am Vormittag und am Nachmittag je eine Stunde Artikel aus den offiziellen Zeitungen vorlas.

## Konservierte Rezitation
Eine moderne Variante der mündlichen Vermittlung von Literatur sind Hörbücher, die von der einfachen Rezitation bis zum Hörspiel vielfältige Formen der Aufführung von Texten über Tonträger erlauben. Zu den bekanntesten deutschsprachigen Hörbuchsprechern gehören Gert Westphal, Rufus Beck (Harry Potter), Christian Brückner und Oliver Steller.

## Rechtliches
Die Rezitation eines Werkes gegenüber einer Öffentlichkeit greift nach deutschem Recht in das Vortragsrecht des Urhebers ein (§§ 19, 15 Abs. 2 Nr. 1, Abs. 3 Urheberrechtsgesetz). Sie bedarf somit grundsätzlich der Genehmigung des jeweiligen Rechteinhabers (zum Beispiel: Autor, Verlag). Voraussetzung ist aber, dass eine Öffentlichkeit vorliegt, was nach der Rechtsprechung des Gerichtshofs eine unbestimmte Zahl potenzieller Adressaten und eine „ziemlich große Zahl“ von Personen voraussetzt. Eine Verletzung fremden Urheberrechts löst regelmäßig Unterlassungs- und Schadensersatzansprüche aus (§ 97 UrhG).
Das Urheberrecht erlischt 70 Jahre nach dem Tod des Urhebers (Regelschutzfrist, § 64 UrhG); danach ist eine Lesung urheberrechtlich unproblematisch.